# 顺安站 (平壤市)
順安站（朝鲜语：／ Sun'an yŏk */?）是朝鮮民主主義人民共和國平壤顺安区域驿前洞的一個鐵路車站，属于平义线。這座車站是距離平壤順安國際機場最近的站，但與航廈入口間仍有約1.3公里的路程。

## 邻近车站
平义线
間里站 - 順安站 - 石岩站